# Xabier Mendiguren Elizegi
Xabier Mendiguren Elizegi (Beasain, Guipúscoa, 1964) és un escriptor en èuscar.

## Obres

### Narrativa
- Sei ipuin amodiozko (1986, Susa)
- Hamalau (1992, Elkar)
- 16 ipuin amodiozko (2002, Susa)
- Opor ezberdinak (1995, Elkar)
- Ene dama maite horri (1996, Elkar)
- Errautsen distira (2002, Elkar)
- Bihotz gosetien Kluba (2005, Elkar)
- Arima enkoniatuak (2006, Elkar)
- Bizitza homeopatikoak (2008, Elkar)

### Novel·la
- Bekatuaren itzala (1995, Elkar)
- Berriro igo nauzu (1997, Elkar)
- Gure barrioa 1975 (1998, Elkar)
- Uda betiko balitz (2003, Elkar)
- Elvis hil zen urtean' (2007, Elkar)

### Literatura infantil i juvenil
- Estitxuk pirata izan nahi du (1987, Elkar)
- Negu gorriko lagun berriak (1988, Erein)
- Tangoak ez du amaierarik (1988, Elkar)
- Joxemeren ohelikopteroa (1988, Elkar)
- Joxemeren ohelikopteroa eta kupel artomikoa (1989, Elkar)
- Joxemevski astronauta (1989, Elkar)
- Ezin da ipuinik asmatu, ala? (1989, Elkar)
- Harrika (1990, Elkar)
- Katuen matxinada (1990, Elkar)
- Puxkin (1991, Elkar)
- Joxeme eta eroen ohelikopteroa (1991, Elkar)
- Joxeme gerrara daramate (1992, Elkar)
- Ametsen kontrabandista (1992, Elkar)
- Telejoxeme (1992, Elkar)
- Patakon (1992, Elkar)
- Irakasle alu bat (1996, Elkar)
- Obsexuen kluba (1997, Elkar)
- Kanibalaren kaiolan (1998, Elkar)
- Txakurraren alaba (2000, Elkar)
- Joxeme ezkirol (1997, Elkar)
- Zergatik ez du kantatzen txantxangorriak? (1997, Elkar)
- Kosk egiten dut (2001, Elkar)
- Gurpil gainean nabil (Giltza, grup Edebé, Bcn, 2007) ISBN 9788481189926
  - versió en castellà: Voy sobre ruedas, traducció de l'autor, il·lustracions de Patxi Gallego Palacios, Edebé, Bcn, 2007, 4a edició 2011

### Antologia
- Euskal literaturaren antologia (1998, Elkar - Ikastolen Elkartea): Koldo Izagirrerekin elkarlanean

### Teatre
- Kanpotarrak maisu - Kultur ministrariak ez digu errukirik (1987, Susa)
- Pernando, bizirik hago oraindio (1989, Euskaltzaindia)
- Publikoari gorroto (1987, Euskaltzaindia)
- Ankerki (1993, Elkar)
- Garai(a) da Euskadi (1993, Kutxa Fundazioa)
- Telesforo ez da Bogart (2003, Kutxa Fundazioa)
- Hilerri itxia (1995, Euskaltzaindia)
- Heroien gaua / Amodioaren ziega (2004, Artezblai)

### Crònica
- Errekarteko koadernoa (2001, Elkar)
- Arbelaren gainean (2004, Elkar)

### Articles
- Egunen harian (2005, Elea)

### Autobiografia
- Nerabearen biluzia (1999, Elkar)